# Playing the Angel
Playing the Angel er det 11. studiealbum af Depeche Mode og blev udgivet den 17. oktober 2005. Albummet blev fulgt op af Touring the Angel touren. Albummet kastede fire singler af sig; "A Pain That I'm Used To" (9. december 2005), "Precious" (3. oktober 2005), "John the Revelator/Lilian" (4. juni 2006) og "Suffer Well" (20. marts 2006). Dave Gahan har skrevet 3 af sangene på albummet.